# Maison du Peuple
 Maison du Peuple (francouzsky), Volkshuis (Nizozemsky), česky Lidový dům byla kulturně společenská stavba v Bruselu a jedna z nejvýznamnějších secesních staveb a nejdůležitějších děl Victora Horty.
Návrhem stavby pověřila Belgická strana pracujících (Parti Ouvrier Belge) Victora Hortu, který již dříve s belgickou stranou pracujících spolupracoval. S projektováním stavby Hortovi asistoval Richard Pringiers (1869–1937), který se měl do budoucna stát hlavním architektem strany. Lidový dům měl více funkci, kromě kanceláří strany zde byly obchody, kavárna a prostorný sál jehož účelem bylo umožnit setkávání pracujících. Maison du Peuple se nacházel v centru města poblíž kostela Église Notre-Dame-de-la-Chapelle na náměstí Emile Vandervelde, ohraničen ulicemi Rue Joseph Stevens, Rue des Pigeons a Rue de la samaritáne. Stavba probíhala v letech 1896–1898. Budova byla slavnostně otevřena 2. dubna 1899 za přítomnosti Jeana Jaurèse.
V roce 1965 byla Maison du Peuple zbořena, aby ustoupila výstavbě mrakodrapu Blaton Tower. Demolice stavby byla považována za „architektonický zločin” a případ extrémní bruselizace.

## Popis budovy
Budova měla ocelový skelet, který nechal Horta přiznaný zevnitř i zvenčí. Díky použití moderní ocelové konstrukce mohly být stěny subtilní a okna rozměrná. Na tehdejší dobu byla stavba světlá, prostorná a při pohledu zvenčí vynikl její ocelový skelet a velké skleněné výplně. Tehdejší tisk proto o budově psal jako o paláci lidu se skla a oceli, který je triumfem pokroku. Horta při stavbě plně využil prostor svažující se nárožní parcely nepravidelného tvaru. Na rozdíl od svých předchozích staveb Horta omezil zdobné prvky na minimum a nechal stavbu více strohou. Fasáda byla tvořena z červených cihel a kamene. Budova měla čtyři nadzemní podlaží. Ve spodním patře se nacházely obchody s oblečením a látkami, potraviny, řeznictví, pekařství a kavárna. Kavárna na výšku zabírá 2 patra a mohla pojmout až 800 zákazníků. Nad kavárnou se nacházely kanceláře strany. V posledním patře se nacházel sál, ten mohl pojmout až 1700 lidí, byl 60 metrů dlouhý, široký 16,5 metrů a vysoký 8,5 až 10 metrů.

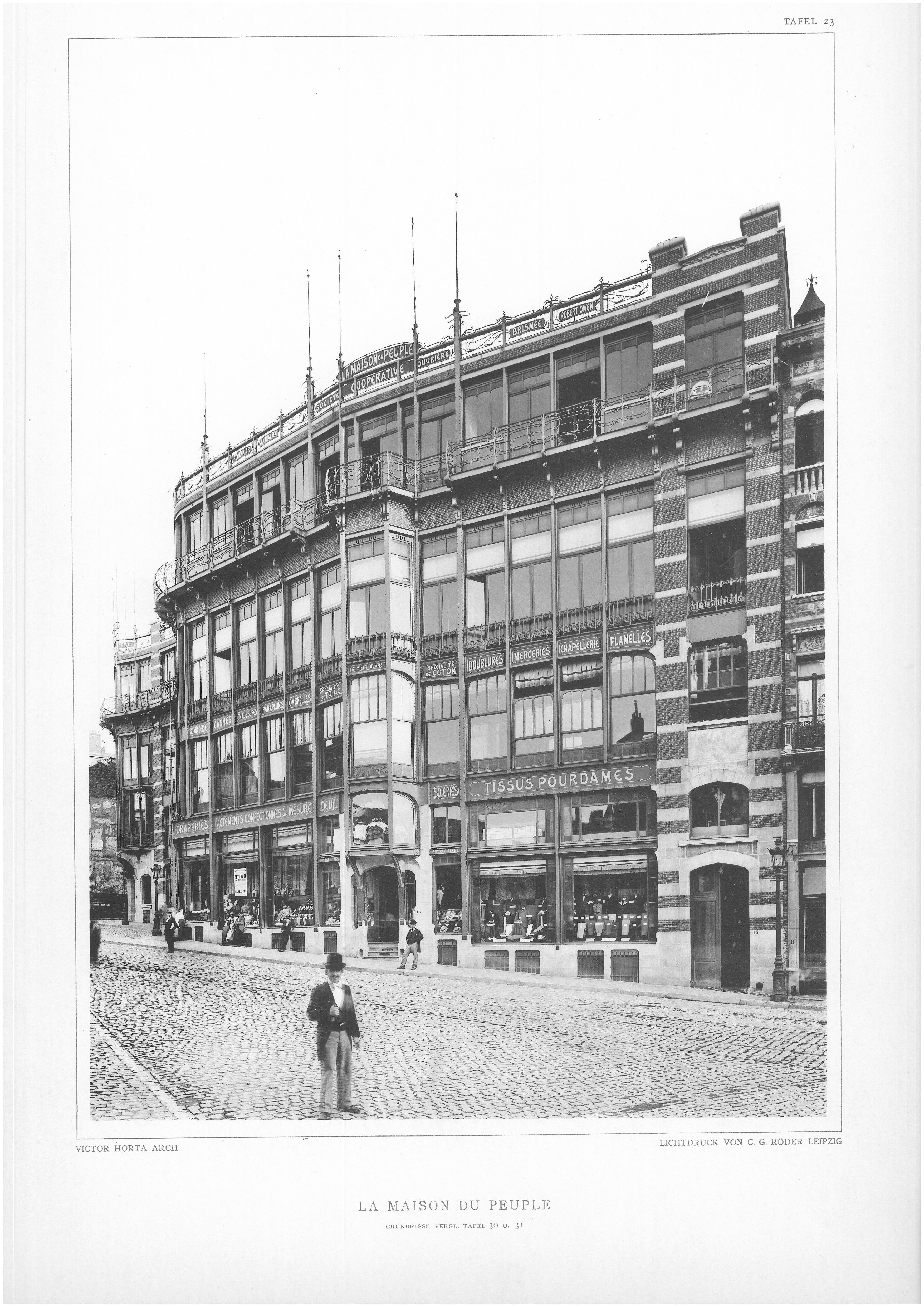
Exteriér
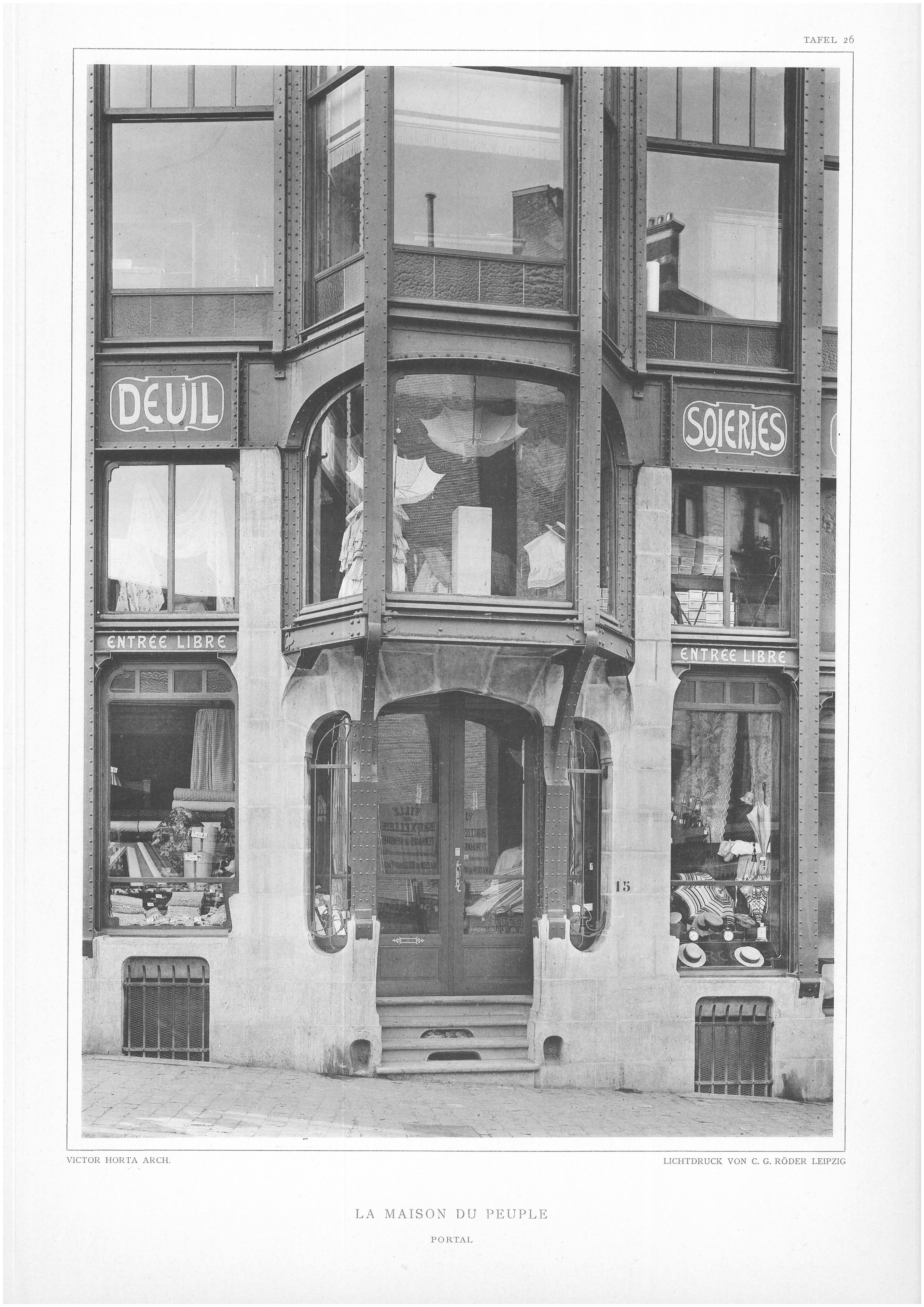
Vstup
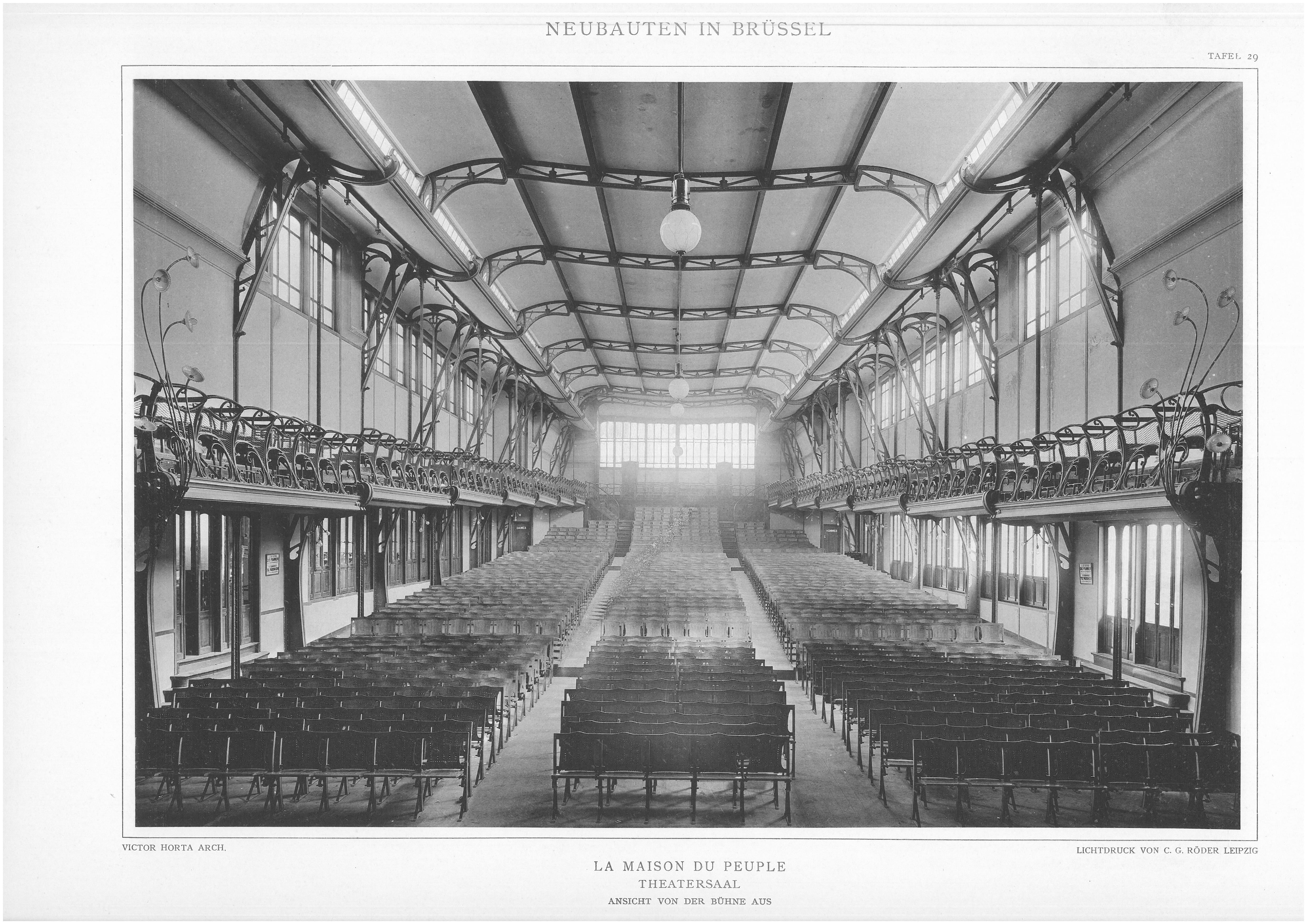
Divadelní a společenský sál
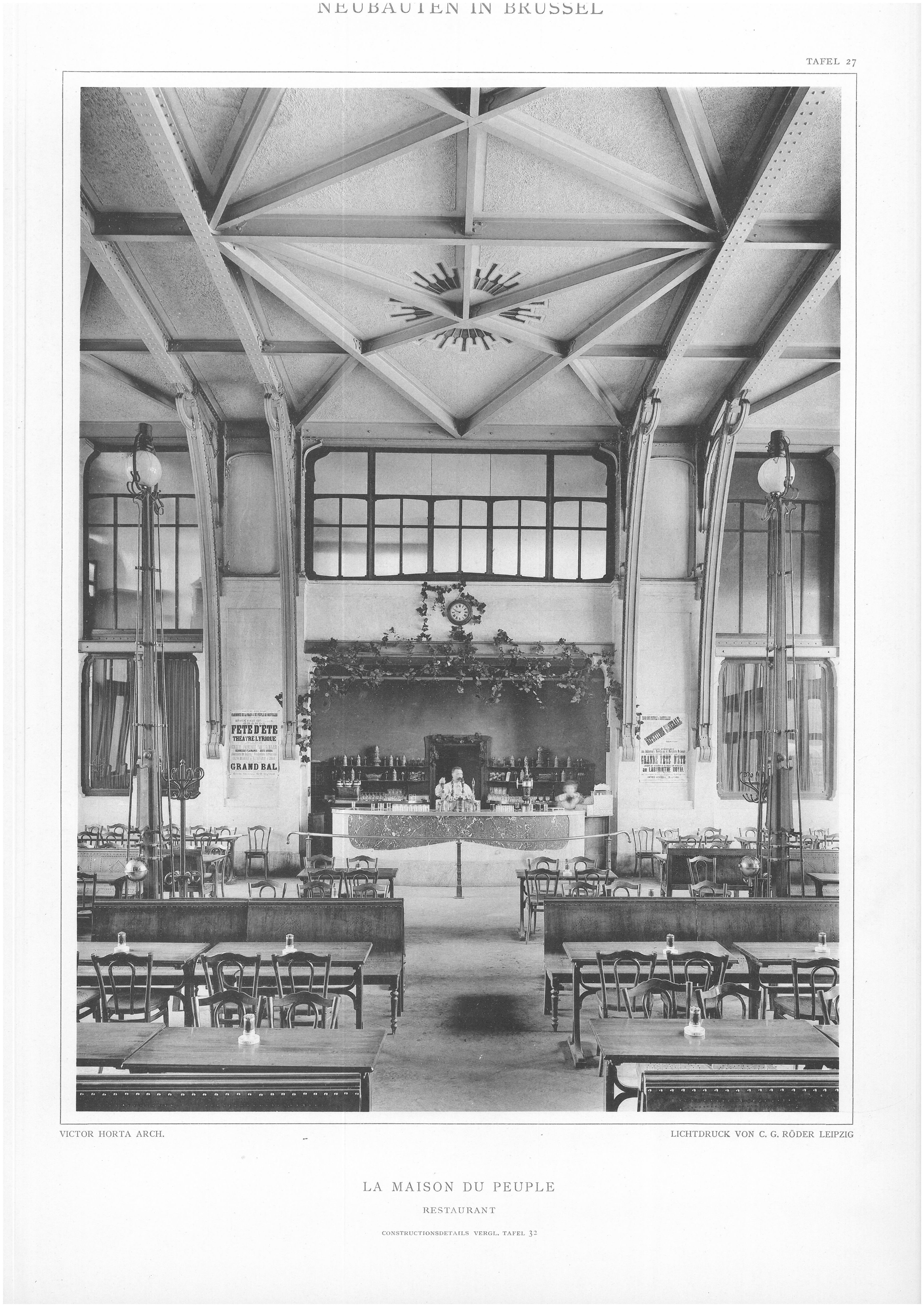
Restaurace

## Demolice

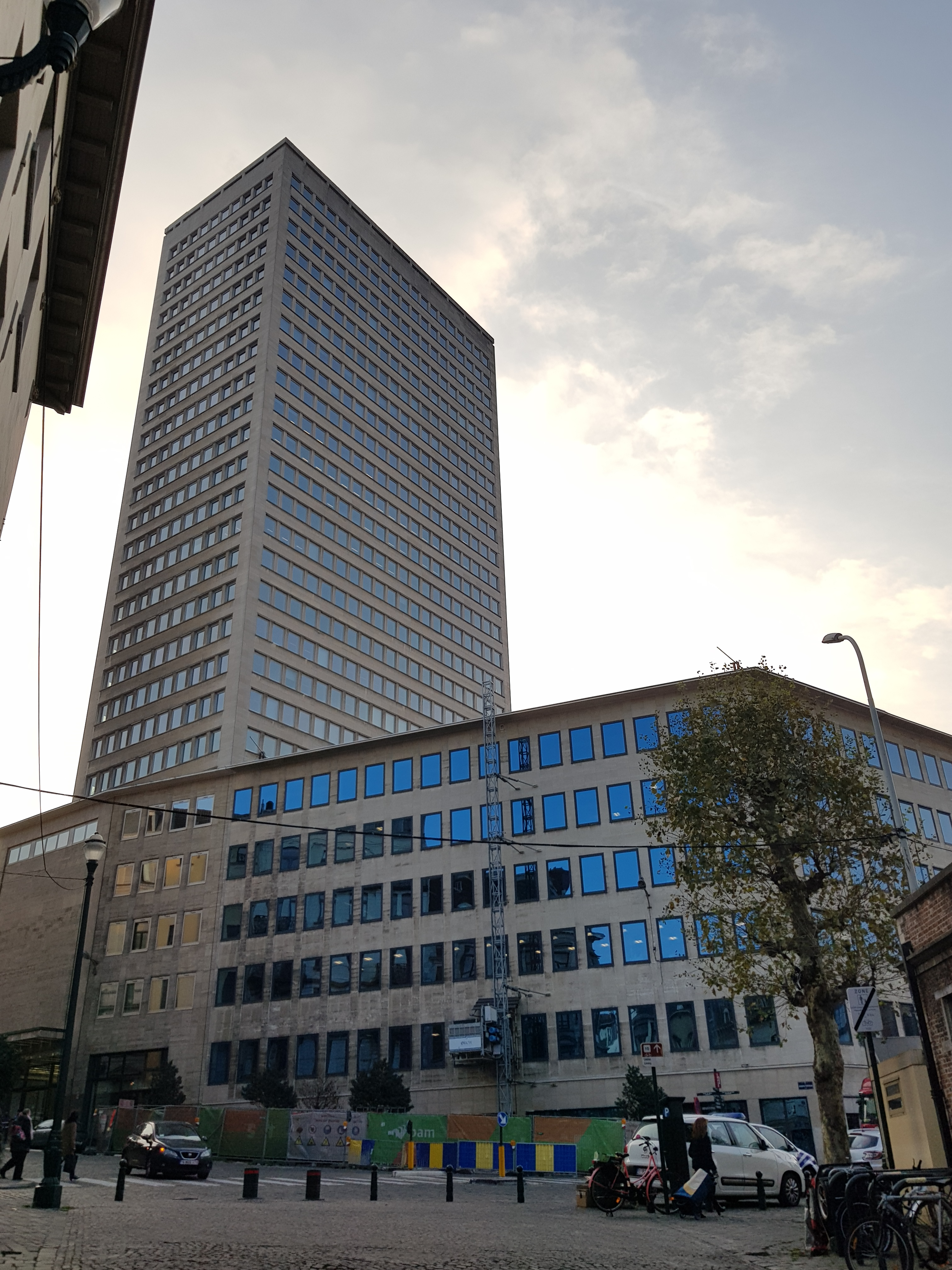
Blaton Tower postavená na místě Maison du Peuple v roce 1965

V roce 1964 bylo rozhodnuto o demolici Lidového domu. Přes silné protesty belgické veřejnosti a mezinárodního hnutí více než 700 architektů, kteří s demolicí nesouhlasili byla stavba odstraněna v roce 1965 a stala se tak patrně nejznámějším příkladem Bruselizace. Na místě Lidového domu vyrostla 26-podlažní výšková budova Blaton Tower. Část stavby (velký sál a kavárna) byla rozebrána s představou, že budou jednou opětovně postaveny na jiném místě. Části budovy byly uloženy na několika místech v okolí Bruselu, ale k opětovnému postavení Lidového domu již nedošlo. Některé prvky budovy byly použity na stavbu Horta Grand Café v Antverpách. Další části byly využity ve stanici podpovrchové tramvaje Horta metro station ve čtvrti Saint-Gilles.

## Virtuální rekonstrukce
Od roku 2014 se výzkumný tým z Université libre de Bruxelles (ULB) a Hortova muzea virtuálně rekonstruuje části Maison du Peuple: vstupní halu, kavárnu, schodiště, koncertní sál, Matteotiho sál a okolí. První výsledky - fotorealistický 8minutový film a aplikace pro tablet s rozhledem 360°, jsou k vidění v Hortově muzeu.